# Salamin
Salamin (arab. سلامين) – miejscowość w Syrii, w muhafazie Idlib. W 2004 roku liczyła 1022 mieszkańców.